# Rezerwat przyrody Boky
Rezerwat przyrody Boky (słow. Národná prírodná rezervácia Boky) – rezerwat przyrody na terenach katastralnych wsi Budča i Tŕnie w powiecie Zwoleń w kraju bańskobystrzyckim na Słowacji. Powierzchnia 176,49 ha.

## Położenie
Rezerwat leży na południowym obrzeżu Gór Kremnickich, ponad prawym brzegiem rzeki Hron. Obejmuje pas zboczy o południowej wystawie, ograniczony od wschodu przez potok Veľký Sietenec koło wsi Budča, a od zachodu przez Breznický potok koło wsi Hronská Dúbrava, od wysokości od 270 m n.p.m. po ok. 560 m n.p.m.

## Ukształtowanie terenu
Rezerwat obejmuje tereny zbudowane ze skał pochodzenia wulkanicznego: andezytów i tufów andezytowych. Stoki są dość strome i mocno rozczłonkowane. Występują tu urozmaicone elementy geomorfologiczne, będące wynikiem intensywnej erozji i ruchów masowych w obrębie stoków: strome ścianki skalne, osypiska, piargi („kamienne morza”) i wypreparowane z podłoża formacje skalne w kształcie turniczek, a nawet grzybów skalnych, z których najbardziej znanym jest Čertova skala (pol. Czarcia Skała).

## Historia
Rezerwat został powołany w 1964 r.

## Flora
Głównymi gatunkami lasotwórczymi są tu dąb burgundzki (Quercus cerris L.), dąb bezszypułkowy (Quercus petraea (Mattuschka) Liebl.) i grab pospolity (Carpinus betulus L.). Niektóre porosty dębu burgundzkiego mają wszelkie cechy naturalnych biocenoz, nietkniętych dotychczas gospodarką człowieka i należą do najstarszych na Słowacji (wiek niektórych osobników szacuje się nawet na 200 lat). W piętrze krzewów najbardziej charakterystycznym gatunkiem jest dereń jadalny (Cornus mas L.). Z traw występują tu m.in. kostrzewa nibydalmacka (Festuca pseudodalmatica Krajina ex Domin), wiechlina płonna (Poa sterilis M. Bieb.) i ostnica powabna (Stipa pulcherrima K. Koch). W runie tych rzadkich lasów występują tu również sałata trwała (Lactuca perennis L.), groszek liściakowy (Lathyrus nissolia L.), firletka kwiecista (Lychnis coronaria Desv.) i in. W kamienistych, piarżystych dolinkach rosną płaty jaworowo-lipowego grądu zboczowego, w którego runie występują m.in. trawa perłówka kolorowa (Melica picta), pragnia kuklikowata (Waldsteinia geoides Willd.) i cieszynianka wiosenna (Hacquetia epipactis Neck.ex DC.). Na otwartych kamienistych zboczach rośnie ożota zwyczajna (Linosyris vulgaris Cass.), dziewanna austriacka (Verbascum austriacum Schott.) i rzadki kosaciec trawolistny (Iris graminea L.). Północną granicę występowania ma tu mokrzyca owłosiona (Minuartia hirsuta subsp. frutescens (Kit.) Hand.-Mazz.).

## Fauna
Rzadkie porosty leśne w formie lasostepu są biotopem szeregu rzadkich gatunków awifauny. Z gadów spotykany jest tu wąż Eskulapa (Elaphe longissima). Występuje tu również rzadki ślimak wałówka trójzębna (Chondrula tridens).

## Przedmiot ochrony
Przedmiotem ochrony jest fragment ciepłolubnego lasostepu na południowych zboczach, z naturalnym porostem dębu burgundzkiego (Quercus cerris L.) na północnej granicy jego rozprzestrzenienia, z występującymi tu rzadkimi i chronionymi gatunkami roślin i zwierząt oraz urozmaiconymi formami ukształtowania terenu.

## Turystyka
Przez teren rezerwatu biegnie zielono znakowany  szlak turystyczny ze wsi Budča przez wieś Tŕnie na Veľký Son. Przez całą długość rezerwatu ze wschodu na zachód biegnie znakowana ścieżka przyrodnicza. Ścieżka zaczyna się ok. 1,5 km za wsią Budča, w pobliżu starej drogi w kierunku Żaru nad Hronem, kończy się przy wsi Hronská Dúbrava, ok. 15 minut drogi od stacji kolejowej. Jej długość wynosi 5,1 km, przewyższenie ok. 300 m. Na jej trasie wyznaczonych jest 13 przystanków z tablicami informacyjnymi (jeden z nich koło Czarciej Skały). Czas przejścia: niespełna 3 godz.